# Завхан (река)
Завхан (до 1988 года — Дза́бхан) (монг. Завхан гол) — река в Монголии. Образуется в результате слияния рек Буянт-Гол (берёт начало от горы Ундэр-Улзийт-Уул (3531 м в аймаке Завхан) и Шар-Ус-Гол (берёт своё начало с западного окончания хребта Унтаа-Ямаатын-Эхний-Нуруу в аймаке Баянхонгор). С высочайшей горы Хангая Отгон-Тэнгэр сбегает один из правых притоков Буянт-Гола. Завхан протекает по территории аймаков Говь-Алтай, Завхан, Ховд и Увс. Образует дельту в месте впадения в озеро Айраг-Нуур. Питает своими водами через него озеро Хяргас-Нуур. Является крупнейшей рекой Западной Монголии. Длина реки 808 км, площадь бассейна 71 200 км².

## Течение
Питание реки смешанное: снежное (относящееся к верхней части бассейна), грунтовое, дождевое. Весеннее половодье невысокое. Максимальных уровней воды река достигает летом в период муссона. Межень зимняя.
Имеет несколько крупных притоков. Верхняя часть бассейна находится в зоне степей и горных тундр, нижняя в песчаных и глинистых полупустынях и пустынях. Верхняя часть реки бурная, в русле валуны и камни, река часто извилиста, имеет множество проток, мелких озёр. Покинув Хангай река течёт в глубоко врезанном в окружающую местность русле, далее до впадения правого притока Борх (на котором находится столица аймака Завхан — Улиастай) образует развитую внутреннюю дельту, в нижней части представляет равнинную реку в песках. На этом участке русло труднопроходимо из-за песчаных топей. В долине местами фрагменты тугайного леса. В долине обитает множество птиц. В горной части — различные копытные.
В районе посёлка Гуулин воды реки питают оросительную систему. Ниже по течению на реке сооружена Тайширская ГЭС, вторая по мощности в Монголии, мощностью 11 МВт. Водохранилище ГЭС именуется озером Гэгээн-Нуур.
В нижней части течения Завхан слева принимает приток Тээл из озера Хар-Нуур (1132 м над уровнем моря), которое питается протокой Чоно-Харайхын-Гол из озера чистой воды Хойд-Далай-Нуур (урез 1156 м) восточного водоёма озера Хар-Ус-Нуур, который в свою очередь питается протокой Хара-Ус, берущей начало в западном водоёме озера Хар-Ус-Нуур (урез воды 1157 м). Таким образом река Ховд соединяется через систему озёр с Завханом. В итоге на центральной части котловины больших озёр существует соединённая воедино система озёр, из которых только непроточные Дурген-Нуур и Хяргас-Нуур горько-солёные.